# Hidjran Husseïnova
Hidjran Husseïnova (en azéri : Hicran Hüseynova), née le 13 août 1955 à Bakou, est une professeur et femme politique azerbaïdjanaise, président du Comité d'État pour les affaires familiales, les femmes et les enfants de la République azerbaïdjanaise.

## Biographie
Hidjran Husseïnova est née en 1955 dans la ville de Bakou. Après avoir terminé ses études secondaires en 1972, Husseïnova a étudié au Département d'histoire de l'université d'État de l'Azerbaïdjan à Bakou de 1972 à 1977. En 1977–1988, elle a travaillé comme professeur d'histoire à l'école secondaire no 189 à Bakou. En 1985, elle a obtenu un doctorat en histoire et en 2001, un doctorat en science politique. Depuis 1988, elle enseigne à l'université d'État de l'Azerbaïdjan. Depuis 2006, elle est professeure et directrice du Département de diplomatie et des processus d'intégration modernes de l'université d'État d'Azerbaïdjan.

## Carrière politique
Hidjran Husseïnova a commencé sa carrière professionnelle comme enseignante dans une école secondaire publique no 189. Pendant ce temps, elle a été nommée et a reçu la médaille «Meilleur jeune enseignant de la République d'Azerbaïdjan». En 1978, elle est devenue étudiante de troisième cycle et en même temps a commencé à enseigner aux départements d'études orientales et d'histoire de l'université d'État de Bakou. En 1985, elle a obtenu son doctorat en histoire politique et en 1992, elle est devenue professeure agrégée au Département des relations internationales. Elle a enseigné les cours suivants: histoire des relations internationales, processus d'intégration moderne, diaspora dans les relations internationales. Elle a été élue membre permanent du Conseil scientifique de l'Université d'État de Bakou.
Depuis 1996, elle est devenue l'une des principales participantes au programme international TEMPUS TASCIS et a donné des conférences en France et en Italie. Elle a favorisé l'étroite collaboration entre les universités d'Azerbaïdjan et de France. De 1998 à 1999, Hidjran Husseïnova a participé au Congrès des jeunes et des femmes azerbaïdjanais. En 1998, elle a publié un ouvrage monographique «L'Azerbaïdjan dans le système d'intégration européenne». Depuis 1999, elle était chef du département des relations internationales au Comité d'État pour les problèmes des femmes. Au cours de la période 2000-2006, elle a été doyenne du département de droit international et des relations internationales à l'Université d'État de Bakou. En mai-juin 2000, Hidjran Husseïnova a participé au programme régional «Femmes dirigeantes dans le Caucase»  coordonné par «Développement de l'éducation américaine». En 2001, elle a participé aux séminaires et conférences internationaux organisés par l'Union européenne et le ministère des Relations internationales. de la République d'Azerbaïdjan. En novembre 2001, Hidjran Husseïnova a obtenu le diplôme universitaire de docteur en science politique et le thème de sa thèse était «L'Azerbaïdjan dans le système d'intégration européenne». Il convient de mentionner qu'elle a été la première femme en Azerbaïdjan à obtenir un diplôme de docteur en sciences politiques En 2002, elle a reçu un diplôme du ministère de l'Éducation pour sa précieuse contribution dans le domaine de l'éducation.
Depuis 2001, elle est devenue experte en programmes genre de l'OSCE et du Conseil de l'Europe. En février 2002, elle a participé en tant qu'experte de l'OSCE à la conférence des femmes dirigeantes des caucus baltes et du sud. Au printemps 2002, en tant qu'expert de l'OSCE, elle a organisé des formations dans le domaine de la politique de genre dans les 15 régions d'Azerbaïdjan. En 2002, elle a été envoyée au nom du ministère des Affaires étrangères de la République d'Azerbaïdjan au siège de l'OTAN à Bruxelles. En 2004, Hidjran Husseïnova a reçu le Diplôme international de «Scientifiques célèbres du XXIe siècle».  
En septembre 2007, la Commission suprême d'attestation auprès du Président de la République d'Azerbaïdjan a décerné à Hidjran Husseïnova le titre académique de professeur au département de diplomatie et d'intégration moderne. H.  Husseïnova coopère étroitement avec les universités de l'Ouest et de l'Est et de Harvard dans le domaine du lobbyisme et des questions de leadership international. Elle est présidente de l '«Association des recherches sur les questions internationales» en Azerbaïdjan. Elle a publié plus de 100 ouvrages scientifiques en Azerbaïdjan et à l'étranger. En 2005, Husseïnova a été invitée par l’Institut royal des affaires internationales (Londres) à participer et à prononcer un discours sur les «Conflits dans le Caucase du Sud: politique, sécurité et développement». Depuis le 6 février 2006, Hidjran Husseïnova travaille en tant que présidente du Comité d'État pour les affaires familiales, les femmes et les enfants de la République d'Azerbaïdjan. Depuis 2006, elle est professeur et directrice du Département de diplomatie et des processus d'intégration moderne de l'Azerbaïdjan.

## Œuvres et récompenses
En septembre 2006, le Centre public de l'Azerbaïdjan démocratique a récompensé Husseïnova du prix national «Gizil Buta» pour les réalisations dans le domaine de la défense des droits et libertés des femmes selon une enquête menée en République d'Azerbaïdjan. En 2006, Hidjran Husseïnova a reçu le prix Ambassadeur de la paix. En 2007, elle a obtenu le certificat d'appréciation de l'UNIFEM en reconnaissance de sa contribution importante à la promotion de l'égalité des sexes et de la promotion de la femme. En 2008, elle a reçu le Diplôme pour la paix et l'amitié pour le renforcement des relations d'amitié entre les nations et la préservation des traditions culturelles par le Forum international des femmes «Pouls de la planète». En 2010, Hidjran Husseïnova a reçu l'Ordre national de la Légion d'honneur du président de la République française. En raison de sa participation active à la vie sociale et politique de la République d'Azerbaïdjan, elle a reçu l'ordre « Chohrat » le 12 août 2015.